# فهرست کریپی‌پاستاها
کریپی‌پاستا به نوعی از داستان های فوق دلهره آور و وحشتناک گفته می‌شود که در فضای مجازی توسط کاربران به اشتراک گذاشته می‌شود.
این نوشته‌های اینترنتی اغلب مختصر، داستان‌های ماوراء الطبیعه ایجاد شده توسط خود کاربر هستند که برای ترساندن یا ناراحتی بازدیدکنندگان داستان طراحی شده‌اند.
واژه یا اصطلاح "کریپی پاستا" از کلمه از کپی و پیست گرفته شده.

## فهرست

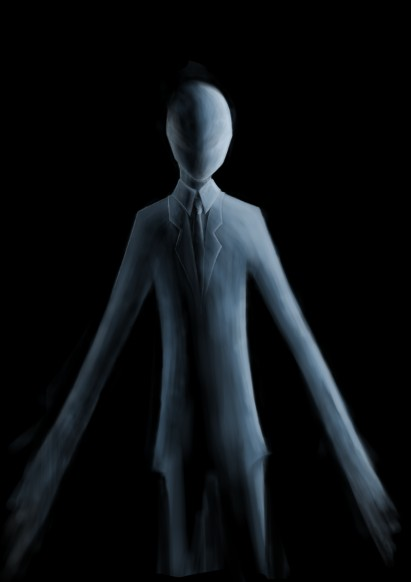
اسلندرمن، یکی ازکریپی‌پاستاهای محبوب

### اسلندرمن
اسلندرمن یا مرد لاغر یک انسان نمای لاغر اندام است که هیچ ویژگی صورت مشخصی ندارد و کت و شلوار مشکی علامت تجاری به تن دارد. این شخصیت در سال ۲۰۰۹ در یک مسابقه فتوشاپ، چیزی عظیم ایجاد شد.

### بن غرق شده
مقالهٔ اصلی:بن غرق شده
بن غرق شده (به انگلیسی: Ben Drowned) یک کریپی پاستا است که داستان او به بازی افسانه زلدا ماسک ماجورا مرتبط است.
بازی The Legend of Zelda: Majora’s Mask برای نینتندو ۶۴ در سال ۲۰۰۰ میلادی منتشر شد. پس از گذشت ۲۰ سال، به نظر می‌رسد که این بازی هنوز رازهایی را درون خود مخفی نگه داشته است. یکی از این رازها به‌تازگی توسط یک برنامه‌نویس پرده‌برداری شده است. او متوجه شده که ستاره‌های آسمان بازی برای همه‌ی بازیکنان یکسان نیستند.
مانند بسیاری دیگر از بازی‌های نقش‌آفرینی، بازی به بازیکنان اجازه می‌دهد نامی برای شخصیت قابل بازی و فایل‌ ذخیره‌ی خود وارد و از آن به جای نام «لینک» استفاده کنند. در حالی که احتمالا بازیکنان فکر می‌کردند که این نام فقط در کات‌سین‌ها و برای متمایز کردن هر فایل ذخیره از یکدیگر استفاده می‌شود، به‌تازگی مشخص شده که نقش مهم‌تری در خاص کردن آسمان بازی برای هر بازیکن داشته است.
در سال 2010 در فرومی به نام فورچان کاربری مطلبی را ارائه داد و ادعا کرد که کارتریج بازی افسانه زلدا: ماسک ماجورایی که او تهیه کرده است تسخیر شده است. او گفت این کارتریج را به صورت دست دوم، بدون جلد و برچسب و تنها با نوشته ماجورا تهیه کرده است، او هنگام اجرا بازی گفت که متوجه شده بازی ریست نشده و یک فایل از صاحب قبلی بازی وجود داره که خیلی راحت خونده میشه "بن"، این کاربر با نادیده گرفتن فایل بن یک بازی جدید رو شروع می کنه، ولی یچیزی درست نبود موسیقی متن بازی عجیب بود و تمام npc های بازی بجای اینکه او را "لینک" شخصیت اصلی بازی صدا بزنند‌ او را با نام "بن" صدا می کردند این مسله بازیکن را ترساند جوری که فایل اصلی با نام "بن" را حذف کرد که ناگهان متنی بر روی صفحه ظاهر شد که می گفت " تو نباید اینکار را انجام می‌دادی" (you shouldn't have done that ) و اوضاع بدتر شد؛ موسیقی متن برعکس شد و او لینک را با نیشخند ترسناکی در بازی دنبال کرد و بعد از این اتفاق ها لینک خیلی راحت در بازی میمیره و بعد از مرگ دوباره نوشته شوم دیگری بر روی صفحه ظاهر می شود که می گوید "با یک سرنوشت شوم رو به رو شدی مگه نه؟" (you've meet with terrible fate haven't you?) سپس او متوجه فایل حذف شده بن می شود که با فایل دیگه ای باز گشته اس و فایل دوم Drowned خوانده می شود که به معنای غرق شده است. و چیزی که این مسله رو باور پذیر می کنه عکس هایی است که این کاربر برای اثبات در فورچان آپدیت کرده است

### جف قاتل
جف قاتل داستان پسر نوجوانی جفری وودز (۱۳ ساله) را روایت می کند که با خانواده و برادر بزرگتر خود لیو (۲۰ ساله) در خانه جدیدی در حومه شهر زندگی می کردند، جف و لیو نیز این منطقه را دوست نداشتند. یک روز او در راه رفتن به مدرسه با برادر خود لیو توسط گروهی از قلدر ها مورد حمله قرار میگیرد، او ابتدا مهاجمان را کتک می زند، ولی پس از سر رسیدن پلیس برادر او لیو تقصیر جف را به گردن میگیرد و دستگیر می شود، این شروع یک ضربه روانی و عاطفی برای جف بود؛ پس از چند روز مادر و پدر جف برای اینکه او این حادثه را فراموش کند او را به تولد پسر همسایه خود "بیلی" میبرند، در آنجا جف نیز با مهاجمان رو به رو و با آنها دعوای شدیدی میگیرد، در قسمتی از دعوا جف به کابینت برخورد و الکل (شوینده) بر روی او میریزد، او یکی از مهاجمان "رندی" را می کشد وقتی رندی که متوجه حضور الکل بر روی تن جف می شود با فندکی او را قبل از اینکه خود او بمیرد آتش میزند. جف بعد از چند وقت در بیمارستان با صورتی بانداژ شده بهوش می آید و مادر او به او می گوید که برادر او لیو آزاد شده است، در مدت اقامت در بیمارستان، جف متوجه می‌شود که از آسیب زدن به مردم لذت می‌برد و حالتی جنون به خود میگیرد، پس از باز کردن بانداژ هایش او با چهره ای وحشتناک از خود رو به رو می شود و شب ترخیص زمانی که همه افراد خانواده به خواب می روند، او با چاقو در حمام صورتش را تکه‌تکه می‌کند و جای زخم را به شکل لبخند بر جای می‌گذارد و پلک‌هایش را از هم جدا می‌کند تا هرگز نخوابد و نتواند پلک بزند و همیشه صورت خود را ببیند. وقتی که مادر با شنیدن صدای گریه او را در حمام پیدا می کند، او از مادر خود می پرسد که ایا زیبا بنظر می رسد ؟ مادر ابتدا حرف او را تایید می کند و به او می گوید که پدرش را بیدار می کند تا چهره زیبای او را ببیند، گرچه زن به همسر خود می گوید که اسلحه را بر دارد و جف را بکشد، جف متوجه این موضوع شده و با کوبیدن چاقو پدر مادر خود را به قتل رسانده و نیز به اتاق برادر خود لیو می رود و او را نیز مورد ضرب و شتم قرار می دهد و می‌کشد و جمله "برو بخواب" را به او می گوید او از خانه فرار و پس از آن شب قتل های او به شکل سریالی پیش می رود. .
طبق گفته خبرنگار، افسانه جف قاتل می تواند تا سال ۲۰۰۸ ردیابی شود.

### تد غارنورد
تد در اوایل سال ۲۰۰۱ به عنوان یک وب سایت آغاز شد که ماجراهای یک مرد و دوستانش را به عنوان یک غار محلی ثبت کرد. این داستان در قالب مجموعه‌ای از پست‌های وبلاگ است. وقتی که این سیاحان بیشتر به داخل غار حرکت می‌کنند، خطوط هیروگلیف عجیب و باد با هم برخورد می‌کنند. در یک پست وبلاگ پایانی، تد می‌نویسد که او و همراهانش بعد از تجربه مجموعه‌ای از کابوس و توهم یک اسلحه وارد غار خواهند کرد. این وبلاگ از زمان آخرین ارسال به روز نشده است. در سال ۲۰۱۳، یک فیلم مستقل از داستان منتشر شد که نام آن تاریک بود: داستان تد غارنورد.